# Iodictyum serratum
Iodictyum serratum är en mossdjursart som först beskrevs av William MacGillivray 1883.  Iodictyum serratum ingår i släktet Iodictyum och familjen Phidoloporidae. Inga underarter finns listade i Catalogue of Life.